# Livingston (Texas)
Livingston è una località degli Stati Uniti d'America, capoluogo della contea di Polk, nello Stato del Texas.